# Europeiska investeringsbanken
Europeiska investeringsbanken (EIB) är Europeiska unionens finansieringsinstitut med uppgift att bevilja lån och garantier i unionens intresse, utan vinstsyfte. Investeringsbanken lånar upp kapital på kapitalmarknaderna som den sedan lånar ut till förmånliga villkor för att finansiera projekt som är betydelsefulla för unionen. EIB har erhållit det högsta kreditbetyget AAA.
EIB ägs av unionens medlemsstater, och styrs genom ett råd bestående av en minister från varje medlemsstat. EIB-rådet utser en styrelse, som ansvarar för beviljandet av finansiering och fastställandet av villkoren för detta, samt en direktion, som ansvarar för den löpande verksamheten.
EIB inrättades som en egen juridisk person den 1 januari 1958 och har sitt säte i Luxemburg. Investeringsbanken regleras direkt av unionsrätten. Den nuvarande ordföranden för EIB är Nadia Calviño.

## Historia
EIB inrättades den 1 januari 1958 när Romfördraget trädde i kraft. Från början hade EIB sitt säte i Bryssel, men detta ändrades 1968 till det nuvarande sätet i Luxemburg.
År 2000 bildades EIB-gruppen, bestående av investeringsbanken och Europeiska investeringsfonden (EIF), en fond med syfte att tillhandahålla venturekapital till små och medelstora företag. EIB är den största ägaren av investeringsfonden, med 62 procent av aktierna.

## Sammansättning och funktionssätt
Europeiska investeringsbanken är ett av Europeiska unionens organ. Dess sammansättning och funktionssätt regleras av fördraget om Europeiska unionens funktionssätt, samt i protokollet om Europeiska investeringsbankens stadga, som är fogat till unionens grundfördrag.
Investeringsbanken styrs av tre olika organ: direktionen, styrelsen och EIB-rådet. Direktionen leder den löpande verksamheten och består av en ordförande och åtta vice ordförande. Styrelsen ansvarar för beviljandet av finansiering och fastställandet av villkoren för detta. Både direktionen och styrelsen utses av EIB-rådet, som är EIB:s högsta beslutande organ.

### Beslutande organ

#### Direktionen

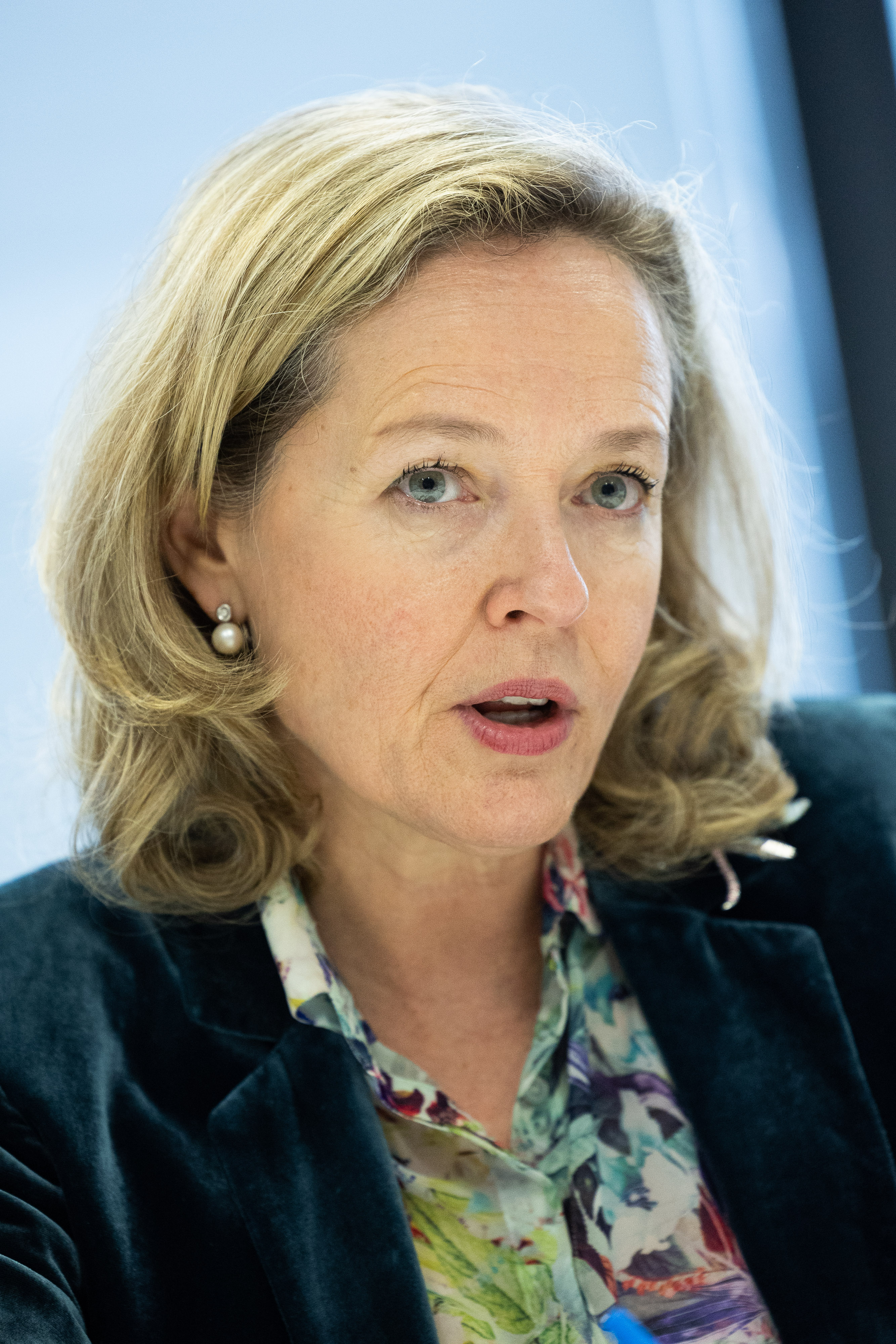
Nadia Calviño är ordförande för EIB sedan januari 2024.

Direktionen är ansvarig för EIB:s löpande verksamhet och består av en ordförande och åtta vice ordförande. De utses av EIB-rådet med kvalificerad majoritet på förslag av styrelsen. De väljs för en period av sex år, som kan förnyas. EIB-rådet kan med enhällighet besluta att ändra antalet direktionsledamöter. En direktionsledamot kan avsättas av EIB-rådet med kvalificerad majoritet på förslag av styrelsen. Direktionens främsta uppgift är att ansvara för EIB:s löpande verksamhet. Det innebär bland annat att direktionen förbereder styrelsens beslut, till exempel vad gäller beviljande av finansiering och upptagande av lån, och verkställer dessa efter att de har antagits av styrelsen. Direktionen fattar sina beslut med enkel majoritet. Både direktionen och EIB:s personal är ansvariga endast gentemot EIB och ska utöva sina uppdrag i full oavhängighet.

#### Styrelsen
Styrelsen är ansvarig för att besluta om beviljande av finansiering, såsom lån och garantier, samt om att ta upp lån. Den fastställer också räntesatser, provisioner och andra avgifter. Med kvalificerad majoritet kan den delegera befogenheter till direktionen. Styrelsen ansvar även för att säkerställa att EIB förvaltas enligt sunda principer och i enlighet med unionsrätten. Varje år överlämnar styrelsen en årsrapport till EIB-rådet, som sedan offentliggörs.
Styrelsen består av en ledamot från varje medlemsstat. Ledamöterna utses av EIB-rådet med enkel majoritet för en period av fem år, som kan förnyas. Utöver ledamöterna ingår även 31 suppleanter som nomineras av medlemsstaterna och kommissionen. En styrelseledamot kan avsättas av EIB-rådet med kvalificerad majoritet om han eller hon inte längre anses uppfylla kraven för att få sitta i styrelsen. Hela styrelsen måste avgå om EIB-rådet inte godkänner årsrapporten.
Styrelsens sammanträden leds av direktionens ordförande eller, i hans eller hennes frånvaro, av en vice ordförande, som dock saknar rösträtt vid omröstningar. Styrelsen beslutar i regel med minst en tredjedel av sina ledamöter, som måste företräda minst hälften av det tecknade kapitalet. I vissa fall beslutar styrelsen med kvalificerad majoritet, vilket kräver stöd från minst 18 ledamöter som företräder minst 68 procent av det tecknade kapitalet.

#### EIB-rådet
Europeiska investeringsbankens råd (EIB-rådet) är EIB:s högsta beslutande organ. Det fastställer allmänna riktlinjer för EIB:s kreditpolitik i enlighet med unionens mål och ska se till så att dessa följs. EIB-rådet kan med enhällighet genom ett beslut utöka investeringsbankens tecknade kapital. EIB-rådet godkänner också investeringsbankens arbetsordning, styrelsens årsrapport, den årliga balansräkningen och resultaträkningen samt beviljar finansiering för investeringsverksamheter som helt eller delvis ska genomföras utanför medlemsstaternas territorier. EIB-rådet består av en minister från varje medlemsstat, vanligtvis finansministrarna, vilket innebär att dess sammansättning är densamma som för rådet för ekonomiska och finansiella frågor.
EIB-rådet fattar normalt beslut med en majoritet av sina ledamöter, som måste företräda minst hälften av det tecknade kapitalet. I vissa fall fattar EIB-rådet beslut med kvalificerad majoritet, vilket kräver stöd från minst 18 ledamöter som företräder minst 68 procent av det tecknade kapitalet. I de fall då EIB-rådet fattar beslut med enhällighet kan en ledamot avstå från att rösta utan att hindra beslutet från att antas.

### Kapitaltäckning
I egenskap av ägare av EIB står medlemsstaterna för investeringsbankens tecknade kapital. Kapitaltäckningen är fastställd i EIB:s stadga. Den kan ändras av Europeiska unionens råd med enhällighet i enlighet med ett särskilt lagstiftningsförfarande på begäran av investeringsbanken och efter samråd med Europaparlamentet och Europeiska kommissionen, eller på förslag av Europeiska kommissionen och efter samråd med Europaparlamentet och investeringsbanken. Även EIB-rådet kan med enhällighet besluta om att utöka det tecknade kapitalet. Kapitaltäckningen baserar sig huvudsakligen på varje medlemsstats andel av unionens bruttonationalprodukt (BNP) vid tidpunkten då den anslöt sig till unionen. De fyra största medlemsstaterna står för närmare 65 procent av det tecknade kapitalet.
EIB:s kapital utökades kraftigt till följd av finanskrisen 2007–2008 och den efterföljande eurokrisen. Mellan 2007 och 2009 nästintill fördubblades det tecknade kapitalet. Senaste ändringen av kapitaltäckningen skedde i samband med Storbritanniens utträde ur Europeiska unionen den 1 februari 2020. Sedan den 1 juli 2013 uppgår det tecknade kapitalet till över 243 miljarder euro. EIB har erhållit det högsta kreditbetyget AAA.
| Medlemsstat        | Tecknat kapital (€) |
| ------------------ | ------------------- |
| Belgien            | 12 951 115 777      |
| Bulgarien          | 510 041 217         |
| Cypern             | 321 508 011         |
| Danmark            | 6 557 521 657       |
| Estland            | 206 248 240         |
| Finland            | 3 693 702 498       |
| Frankrike          | 46 722 369 149      |
| Grekland           | 3 512 961 713       |
| Irland             | 1 639 379 073       |
| Italien            | 46 722 369 149      |
| Kroatien           | 1 062 312 542       |
| Lettland           | 267 076 094         |
| Litauen            | 437 633 208         |
| Luxemburg          | 327 878 318         |
| Malta              | 122 381 664         |
| Nederländerna      | 12 951 115 777      |
| Polen              | 5 980 679 827       |
| Portugal           | 2 263 904 037       |
| Rumänien           | 1 513 926 692       |
| Slovakien          | 751 236 149         |
| Slovenien          | 697 455 090         |
| Spanien            | 28 033 421 847      |
| Sverige            | 8 591 781 713       |
| Tjeckien           | 2 206 922 328       |
| Tyskland           | 46 722 369 149      |
| Ungern             | 2 087 849 195       |
| Österrike          | 6 428 994 386       |
| Europeiska unionen | 243 284 154 500     |

## Funktioner och befogenheter
EIB har till huvuduppgift att genom upplåning på kapitalmarknaderna bidra till en balanserad och störningsfri utveckling av den inre marknaden i unionens intresse. Detta görs genom beviljande av lån och garantier utan vinstsyfte för att underlätta finansiering av olika projekt. Även om ungefär 90 procent av alla projekt som EIB finansierar genomförs i medlemsstaterna, finansierar investeringsbanken projekt i runt 150 andra länder runt om i världen.
Det är huvudsakligen tre typer av projekt som finansieras av investeringsbanken. Den första typen av projekt syftar till att utveckla mindre utvecklade regioner. Den andra typen av projekt syftar till att modernisera eller ställa om företag eller till att skapa nya verksamheter för att garantera den inre marknadens funktionalitet. Det handlar framför allt om projekt som på grund av sin storlek eller sin natur inte kan finansieras med de medel som är tillgängliga i de enskilda medlemsstaterna. Den tredje typen av projekt innefattar projekt som är av gemensamt intresse för medlemsstaterna men som inte kan finansieras med de medel som är tillgängliga i de enskilda medlemsstaterna.

## Säte och administration

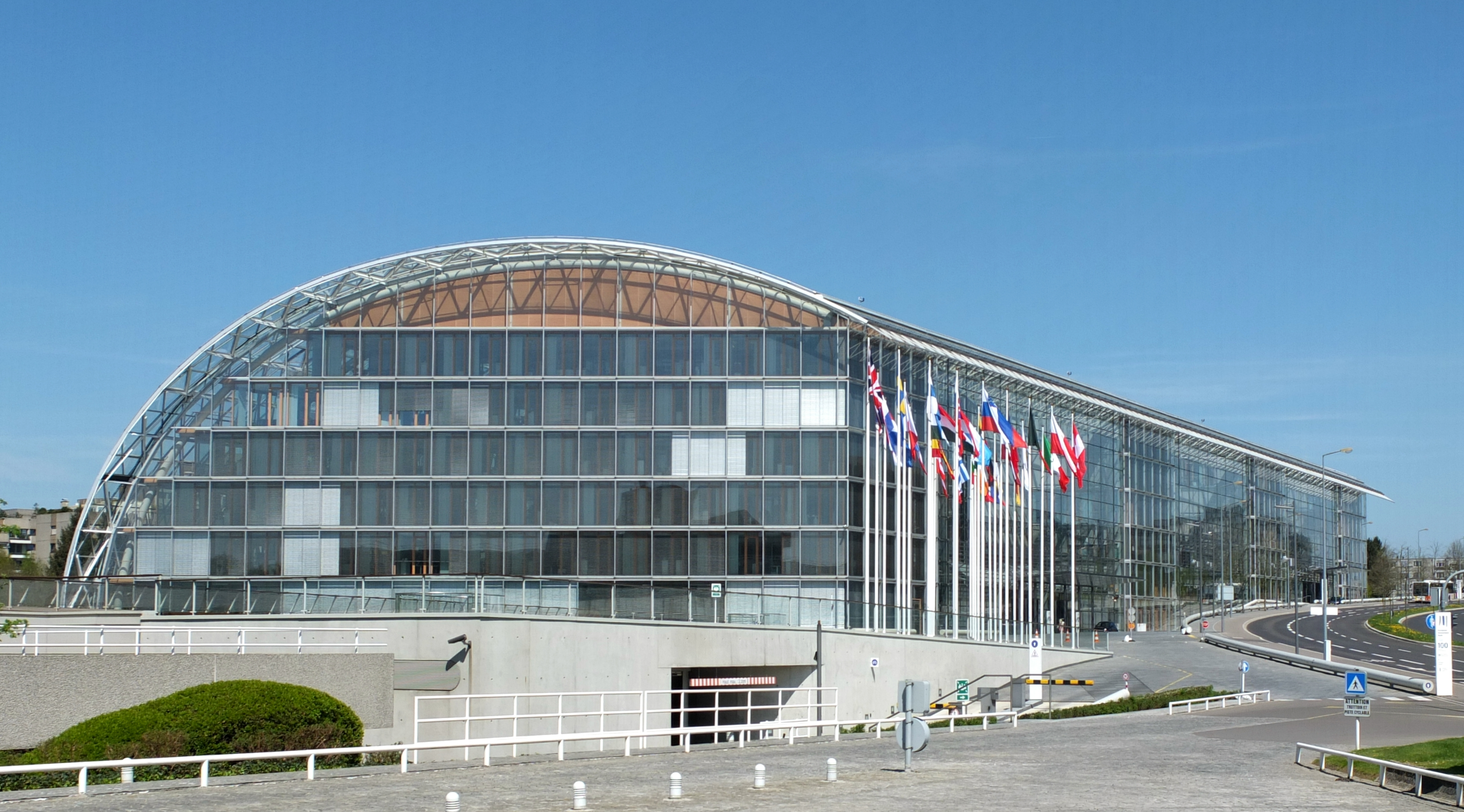
Investeringsbankens nuvarande säte i Luxemburg.

EIB har sitt säte i Luxemburg, där även unionens rättsliga institutioner (EU-domstolen och Europeiska revisionsrätten) finns. Innan 1968 hade EIB sitt säte i Bryssel. Under 1980 flyttade EIB till sina nuvarande lokaler, vilka byggdes ut under 2008. Personalen anställs och avskedas av EIB:s ordförande.
Investeringsbanken har runt 2 000 anställda. Antalet anställda har ökat kraftigt sedan EIB:s bildande 1958, då investeringsbanken hade 66 anställda. Under 1999 uppgick antalet anställda till drygt 1 000, vilket hade fördubblats till 2 000 under 2012.

### Öppenhet och tillgång till handlingar
På grund av sin speciella och känsliga funktion har EIB en särskild ställning i förhållande till de bestämmelser som gäller inom Europeiska unionen kring öppenhet. När investeringsbanken utövar sina icke-administrativa funktioner omfattas den inte av de allmänna bestämmelserna för öppenhet som gäller unionens övriga institutioner, organ och byråer. EU-domstolen har behörighet att avgöra tvister mellan unionens institutioner och medlemsstaterna som rör investeringsbanken. I övriga fall är de nationella domstolarna behöriga att avgöra tvister som är relaterade till investeringsbankens verksamhet och finansiering.